# Głogoczów

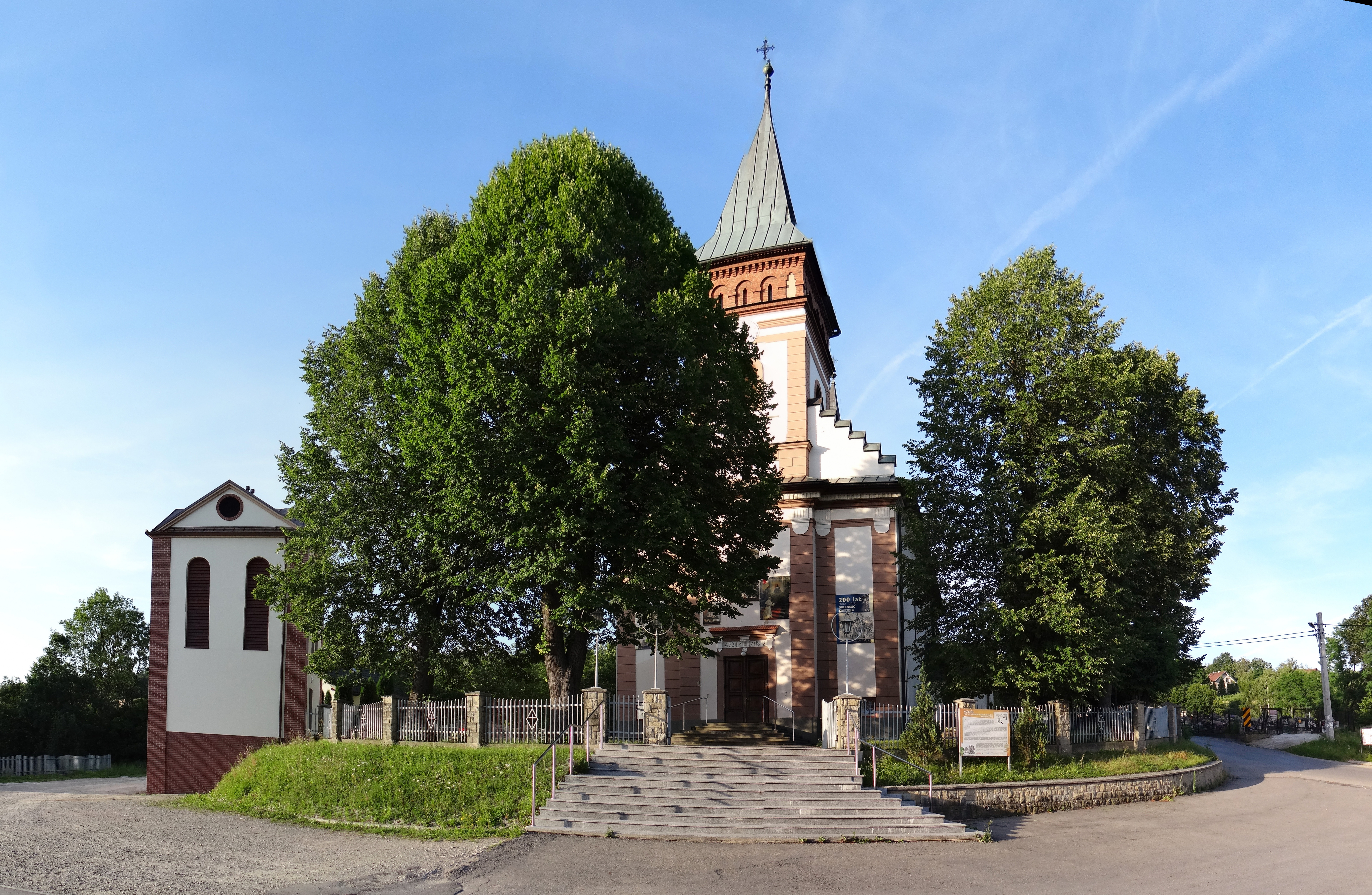
Kirche

Głogoczów ist eine Ortschaft mit einem Schulzenamt der Gmina Myślenice im Powiat Myślenicki der Woiwodschaft Kleinpolen in Polen.

## Geographie
Der Ort liegt im Vorgebirge Pogórze Wielickie am Bach Głogoczówk. Nachbarorte sind Radziszów im Nordwesten, Mogilany im Norden, Włosań im Nordosten, Bęczarka im Süden, Krzywaczka im Südwesten.

## Geschichte
Der Ort wurde schon im Jahre 1254 als Glowaczow erwähnt, als er von komes Czader den Zisterziensern in Szczyrzyc zugeteilt wurde. Danach wurde er als Glogoczow (1255), Glowozow (1325), Glovaczhow (1327), Glovoczow (1328), Glovossow (1335), Goloczow (1365), Glogoczowy (1400), Glogoczowiany (1527) und so weiter erwähnt. Der Name ist abgeleitet vom Vornamen des Urbesitzers Głowacz oder Głogocz.
Das Dorf wurde vor dem Jahre 1358 ins Deutsche Recht übertragen, weil es in den Jahren 1358–1365 den Schultheiß Mikołaj hatte. Mikołaj und sein Nachfolger waren Schöffen des Obersten Gerichts des deutschen Rechts in Krakau. Von 1560 bis 1761 gehörte es zur Adelsfamilie Jordan.
Bei der Ersten Teilung Polens kam Głogoczów 1772 zum neuen Königreich Galizien und Lodomerien des habsburgischen Kaiserreichs (ab 1804).
1918, nach dem Ende des Ersten Weltkriegs und dem Zusammenbruch der k.u.k. Monarchie, kam Głogoczów zu Polen. Unterbrochen wurde dies nur durch die Besetzung Polens durch die Wehrmacht im Zweiten Weltkrieg. Es gehörte damals zum Generalgouvernement.
Von 1975 bis 1998 gehörte Głogoczów zur Woiwodschaft Krakau.

## Verkehr
Durch Głogoczów verlaufen die Staatsstraße DK 7, die Krakau mit Zakopane und Chyżne verbindet, und die DK 52 nach Bielsko-Biała.